# Ostrobotnie centrale
L'Ostrobotnie centrale est une région de l'Ouest de la Finlande. Elle a pour capitale Kokkola. C'est la moins peuplée des régions de Finlande métropolitaine (hors Åland).
La région est une des plus petites de Finlande puisqu'elle est la 19e région du pays en nombre d'habitants et la 17e en superficie.

## Géographie
La région, bordée au nord-ouest par le golfe de Botnie, comporte quatre régions frontalières. Au nord, l'Ostrobotnie du Nord ; à l'est la Finlande-Centrale ; à l'ouest l'Ostrobotnie et au sud l'Ostrobotnie du Sud.
C'est la plus petite région au nord du 62e parallèle.

## Histoire
Cette région correspond à une petite portion centrale de l'ancienne province d'Ostrobotnie, puis après la scission de 1775 à la frange Nord du Vaasan Lääni, frontalière avec la province d'Oulu.
En 1997, lors du redécoupage territorial et de la création des régions, le nom Ostrobotnie centrale n'a été affectée qu'à une petite partie de la région du XVIe siècle. Il en résulte une petite région, très homogène, privée de ses communes côtières à majorité suédophone rattachées à la région d'Ostrobotnie et de plusieurs communes rurales rattachées à l'Ostrobotnie du Nord.

## Communes
Huit municipalités composent la région, dont deux villes:
- Sous-région de Kaustinen 
  - Halsua
  - Kaustinen
  - Lestijärvi
  - Perho
  - Toholampi
  - Veteli
- Sous-région de Kokkola 
  - Kannus (ville)
  - Kokkola (ville)

### anciennes municipalités
- Himanka (rattaché à Kalajoki (Ostrobotnie du Nord) le 1er janvier 2010)
- Kälviä (rattaché à Kokkola le 1er janvier 2009)
- Lohtaja (rattaché à Kokkola le 1er janvier 2009)
- Ullava (rattaché à Kokkola le 1er janvier 2009)